# الفلاقة (فلم)
الفَلاّڤَة شريط سينمائي تاريخي تونسي من إخراج عمار الخليفي عام 1970، تحصل على الجائزة الذهبية في مهرجان موسكو السينمائي الدولي عام 1971. يعرض الفيلم قصة حياة المناضل التونسي مصباح الجربوع مع بعض التحويرات الرومنسية.

## طاقم التمثيل
- الحبيب الشعري
- منجية الطبوبي
- الأخضر صيود
- المختار حشيشة

## القصة
يروي الفيلم الكفاح المسلح للمقاومة التونسية في الفترة الممتدة بين سنتي 1951 و 1961من خلال سيرة أحد الأبطال مصباح حيث تنمو قصة حب بين ربح وابن عمها مصباح الجربوع، لكن ابن عمه علي أحد المتعاونين مع قوات الاحتلال الفرنسي في تونس يقوم باختطاف الفتاة، يذهب مصباح إلى القائد ويشكو له، لكنه لا يحصل على مراده، يقرر أن ينتقم، يتم القبض عليه، ويودع في السجن ثلاثة أعوام، تتبلور فكرة الانتقام في رأسه، ويصبح أحد أعضاء الفلاقة، وهناك يلتقى بخاطف حبيبته وجها لوجه، وقبل أن يقتتلا، يكتشفان أن عليهما مواجهة المستعمر، ويموتان أثناء معركة رمادة الخالدة.

## وصلات خارجية
- مقالات تستعمل روابط فنية بلا صلة مع ويكي بيانات